# Poliopastea laciades
Poliopastea laciades là một loài bướm đêm thuộc phân họ Arctiinae, họ Erebidae.